# Edward Cronin
Edward Cronin (Cork, Irlanda, 1 de febrero de 1801 - Brixton, 1882) fue uno de los pioneros de la homeopatía en Inglaterra y uno de los fundadores del movimiento de los Hermanos de Plymouth.

## Vida
Desde 1826 residió en Dublín a donde se trasladó por razones de salud. Allí estudió medicina en el Hospital Meath Hospital. Posteriormente utilizó sus conocimientos médicos con Anthony Norris Groves' misionero en Bagdad; tras la muerte de su esposa en 1829, Cronin viajó con Groves para dar asistencia médica a los enfermos, ente ellos a las víctimas de plagas. En Persia y luego en la India trató el mal de cólera y el tifus usando principios homeopáticos.
Regresó a Inglaterra en 1836, donde practicó la medicina homeopática, llegando a ser el primero en el país en establecerse como homeópata y luego fue miembro fundador de la Asociación Homeopática Británica. En 1858 fue el último en recibir el grado de medicina Lambeth MD, abolido por la ley médica del mismo año. Cronin volvió a casarse y se estableció en Brixton donde residió hasta su muerte en 1882.
Su hijo mayor, Eugene Cronin, también practicó la homeopatía y otro de sus hijos fue dentista honorario del Hospital Hompático de Londres

## Fe
Originalmente católico, en Dublín participó de las reuniones de varios grupos disidentes. Con otros cristianos amigos como Anthony Norris Groves, George Müller, John Gifford Bellet y John Nelson Darby consideró que el clero es innecesario y no se corresponde con la Biblia y fundaron el movimiento de los Hermanos.